# Edina (Vorname)
Edina ist ein vorwiegend ungarischer weiblicher Vorname.

## Bedeutung
- Die Mutige, Edle, edle Freundin (altenglisch)
- Ungarische Form der Seligen Edigna von Puch

## Herkunft
- Edina kommt aus dem Hebräischen und bedeutet „Wonne“, „Zierde“.
- Edina ist altgriechischer Herkunft und bedeutet „die Glückliche“.
- Nach anderen Ansichten ist es vom altenglischen Edwina abgeleitet, der entweder vom hebräischen Namen hergeleitet wird oder „adal/winni“ = „edle Freundin“ bedeutet.
- In Schottland ist Edina als „aus Edinburgh kommend“ bekannt.
- Im Orient eine weibliche Form des Namens Edin mit der Bedeutung „religiöser Glaube“

## Namensvarianten
- Edentina
- Edna
- Edzge
- Edwina

## Namenstage
- 26. Februar
- 27. Februar in Schaltjahren

## Verwendung
- Albanisch
- Altgriechisch
- Arabisch
- Bosnisch
- Deutsch
- Englisch
- Hebräisch
- Italienisch
- Polnisch
- Ungarisch

## Bekannte Namensträgerinnen
- Edina Pop (* 1941), deutsche Schlagersängerin
- Edina Robinson (* 1978), deutsche Schauspielerin
- Edina Thalhammer (* 1968), österreichische Sängerin